# Blanche-Neige (film, 1961)
Pour les articles homonymes, voir Blanche-Neige (homonymie).
Pour plus de détails, voir Fiche technique et Distribution.
Blanche-Neige (Schneewittchen) est un film est-allemand réalisé par Gottfried Kolditz, sorti en 1961. Il s'agit d'une adaptation du conte homonyme des frères Grimm, publié en 1812.
Parmi les films de conte de fées produits par la DEFA, Blanche-Neige est le plus grand succès, rassemblant 7 597 495 spectateurs dans les salles et se hissant à la 6e place du box-office de la RDA.

## Fiche technique
- Titre original : Schneewittchen
- Titre français : Blanche-Neige[3]
- Réalisateur : Gottfried Kolditz
- Scénario : Günter Kaltofen (de)
- Photographie : Erwin Anders (de)
- Montage : Ursula Zweig
- Son : Peter Sonntag
- Musique : Siegfried Tiefensee (de)
- Décors : Hans Poppe
- Costumes : Elli-Charlotte Löffler
- Sociétés de production : Deutsche Film AG
- Pays de production :  Allemagne de l'Est
- Langue de tournage : allemand
- Format : Couleur Agfa Wolfen - 1,37:1 - Son mono - 35 mm
- Durée : 63 minutes (1h03)
- Genre : Conte merveilleux
- Dates de sortie :
  - Allemagne de l'Est : 8 octobre 1961

## Distribution
- Doris Weikow (de) : Blanche-Neige
- Marianne Christina Schilling (de) : la reine
- Wolf-Dieter Panse (de) : le jeune roi
- Harry Hindemith : le chasseur
- Steffie Spira-Ruschin (de) : Alte
- Arthur Reppert (de) : le nain Rumpelbold
- Jochen Köppel (de) : le nain Purzelbaum
- Georg Irmer (de) : le nain Packe
- Fred Delmare : le nain Naseweis
- Heinz Scholz (de) : le nain Puck
- Willi Scholz (de) : le nain Huckepack
- Horst Jonischkan (de) : le nain Pick
- Fritz Schlegel (de) : le cuisinier
- Fredy Barten (de) : un hôte du roi
- Kurt Sperling (de) : un hôte du roi
- Walter E. Fuß (de) : un musicien de la fanfare
- Horst Buder (de) : le garçon de cuisine
- Hanna Rieger (de) : Magd
- Hans-Joachim Engelmann : L'hôte de la reine
- Arno Wyzniewski (de) : Le serviteur de la reine
- Georg Thies (de) : Le serviteur de la reine